# ݚ
Dāl petit v souscrit renversé ‹ ݚ › est une lettre additionnelle de l’alphabet arabe proposée durant des ateliers organisés par l’Isesco dans les années 1980. Elle est composée d’un dāl ‹ د › diacrité d’un petit v souscrit renversé.

## Utilisation
Cette lettre a été proposée, durant des ateliers organisés par l’Isesco dans les années 1980, pour transcrire une consonne occlusive injective alvéolaire /ɗ/ en comorien, transcrite avec un d crocheté ‹ ɗ › dans l’alphabet latin.
La lettre dāl petit v souscrit renversé ‹ ݚ › est utilisé dans l’orthographe du bakhtiari d’Anonby et Asadi pour représenter une consonne spirante dentale voisée [ð̞], aussi écrite dāl ‹ د ›, ḏāl ‹ ذ › ou dāl petit v suscrit ‹ دٚ › selon d’autres conventions.